# Quartiere armeno

Il quartiere armeno

Il quartiere armeno (in arabo حارة الأرمن‎?, Harat al-Arman; in ebraico הרובע הארמני‎?, Ha-Rova ha-Armeni; in armeno Հայոց թաղ, Hayots t'agh?) è il più piccolo dei quattro quartieri della Città Vecchia di Gerusalemme ed è abitato da circa cinquecento persone. La locale comunità armena è in declino dal XX secolo.
Il quartiere si è sviluppato attorno alla cattedrale di San Giacomo che ospita il patriarcato armeno divenuto diocesi nel VII secolo.

## Caratteristiche
Il quartiere è situato nell'angolo sud-ovest della città vecchia. È accessibile attraverso la Porta di Sion e la Porta di Giaffa. Il quartiere occupa circa il 15% della superficie totale della città vecchia. David Street (Suq el-Bazaar) lo separa dal quartiere cristiano e Habad Street (Suq el-Husur) dal quartiere ebraico.
Qui si trova la cattedrale armena di San Giacomo, la Chiesa di San Toros, il monastero di San Marco e la Torre di Davide.